# Melecta assimilis
Melecta assimilis är en biart som beskrevs av Radoszkowski 1876. Melecta assimilis ingår i släktet sorgbin, och familjen långtungebin. Inga underarter finns listade i Catalogue of Life.